# Il signore della guerra
Il signore della guerra (The Burning Land) è il quinto romanzo di avventura dello scrittore britannico Bernard Cornwell appartenente al ciclo sulle "storie dei re sassoni", pubblicato in lingua originale nel 2009 e in italiano nel 2010 da Longanesi.

## Trama
Re Alfredo ha tentato in tutti i modi di difendere e consolidare il suo potere nel corso del tempo cercando di contare sul valore del proprio erede Edoardo e del proprio genero nonché Re della Mercia, Æthelred. Quando però una nuova minaccia si affaccia sul Regno del Wessex, si trova suo malgrado costretto a richiamare il suo più valoroso guerriero, Uhtred di Bebbanburg, malvisto dai suoi fidati vescovi e preti perché pagano e ribelle. Uhtred, grazie alle sue capacità belliche riesce ad organizzare le truppe del Wessex e della Mercia per tendere un’imboscata ad Harald chioma di Sangue ed al suo esercito presso la città di Fearnhamme. Sconfitto Harald, Alfredo riuscirà a convincere anche Haesten, altro invasore tenuto a bada dietro pagamento a stilare una pace e a convertirsi al cristianesimo.
Nel frattempo un giorno, in occasione di un banchetto, il monaco Godwin, probabilmente su indicazione del Vescovo Asser, nemico di Uthred, durante un momento di ispirazione dello spirito santo, indica come la incarnazione della somma meretrice e portatrice di sventura, Gisela, moglie di Uthred, morta insieme al figlio durante il parto, e precisa che il suo spirito maligno si è ora reincarnato in Skade, strega pagana ed attuale serva\amante di Uthred. Questi, andando su tutte le furie tramortisce il monaco e lo uccide involontariamente. Alfredo gli confisca i possedimenti ed i suoi figli, gli impone come espiazione il pagamento di un guidrigildo ed in cambio del suo perdono il giuramento di fedeltà, verso suo figlio Edoardo, prossimo erede al trono del Wessex. Uthred, infuriato da tutto e tutti decide di salpare per il Nord e ricongiungersi con suo fratello Ragnar, portando con sé Skade ed un manipolo di guerrieri fidati. Qui, decide di prendere d’assalto la roccaforte di Skirnir vecchio marito di Skade, al fine di impadronirsi delle sue ricchezze per poter raccogliere uomini e marciare finalmente alla riconquista di Bebbaburg e sconfiggere l’odiato zio usurpatore. Rimasto però con l’amaro in bocca poiché le ricchezze decantate da Skade non corrispondono a quelle realmente depredate, decide di non dividerle con lei, come la donna gli aveva chiesto, facendola infuriare contro di lui.
Durante l’inverno Ragnar su consiglio di Brida, decide di radunare tutti i danesi del Nord per poter approfittare della notizia della malattia del Re Alfredo e conquistare il Wessex spazzando via la paura di un futuro dominio di questi e del suo erede su tutte le terre. Uthred sembra aver deciso di affiancare Ragnar quando padre Pyrlig, proveniente dalla Mercia, viene a ricordargli di un altro giuramento pronunziato nei confronti di Æthelflæd, figlia di Alfredo e moglie di suo cugino, re della Mercia. Pylgrym gli dice che la figlia di Alfredo ha chiesto il suo aiuto perché il marito sta cercando di ripudiarla per liberarsi dal giogo del Re approfittando della sua malattia. Così Uthred si trova costretto ad abbandonare Ragnar ed il progetto di marciare al suo fianco contro il Wessex per salvare Æthelflæd, oltre che i suoi figli, tenuti in ostaggio in Mercia, ma accuditi da Æthelflæd, poiché nel frattempo Skade è scappata insieme a Haesten, che è diretto ad assediare la Mercia. Una volta liberati i suoi figli ed Æthelflæd dalla prigionia del convento in cui l’aveva rilegata suo marito, Uthred si ri rende conto dell’inganno di Harald. Questi, secondo gli accordi presi con gli altri signori del Nord avrebbe dovuto tenere occupato una parte dell’esercito anglosassone attaccando la Mercia, mentre le altre orde nordiche avrebbero attaccato il Wessex ridotto nei ranghi per essere corso in soccorso dell’alleata vicina terra.
Haesten ha invece avvertito Alfredo delle intenzioni di attaccare il Wessex e certo di aver accentrato sia le forze della Mercia che quelle del Wessex contro le truppe del Nord, sta saccheggiando il lungo ed in largo la Mercia, aiutato da numerosi gruppi di Danesi che via via si sono uniti al suo seguito per far fortuna e razziare. Uthred cerca di organizzare un piano di difesa, ma suo cugino, il Re della Mercia Æthelred, porta tutte le Sue truppe a Gleawecestre ritenendo che l’attacco di Haesten si sarebbe focalizzato lì. Insieme ad Æthelflæd ed altri pochi uomini cerca di organizzare un attacco alla fortezze in cui è rintanato il grosso delle truppe di Haesten, alla cui testa però non c'è lui ma la perfida Skade. Quasi in preda allo sconforto ricevere però l’improvvisa sorpresa di 1200 uomini comandati da Steapa e da Edoardo, inviatigli da Alfredo, che aveva già intuito le vere intenzioni di Haesten e di cui si era potuto privare poiché tutte le truppe dei signori del Nord avevano deciso di accamparsi e non attaccare i forti del Wessex perché inespugnabili nel tentativo di ottenere denaro in cambio del loro allontanamento. Finalmente alla testa di un esercito, comincia ad insegnare ad Edoardo ad essere un capo e grazie a i suoi uomini riesce a liberare la Mercia dalle orde di Haesten e ad uccidere Skade.

## Edizioni
- Bernard Cornwell, Il signore della guerra, traduzione di Donatella Cerutti Pini, La Gaja scienza, Longanesi, 30 settembre 2010,  p. 415, ISBN 9788830428102.
- Bernard Cornwell, Il signore della guerra, traduzione di Donatella Cerutti Pini, Tea più, TEA, 18 ottobre 2018,  p. 412, ISBN 9788850251872.